# Kamenica (Sokolovac)
Kamenica falu Horvátországban Kapronca-Kőrös megyében. Közigazgatásilag Sokolovachoz tartozik.

## Fekvése
Kaproncától 8 km-re délnyugatra, községközpontjától 7 km-re keletre a Bilo-hegységben fekszik.

## Története
Lakosságát 1948-ban számlálták meg először, ekkor 194-en lakták. 2001-ben a falunak mindössze 26 lakosa volt.

## Külső hivatkozások
Sokolovac község hivatalos oldala